# Jagad (film, 1993)
Jagad (engelska: The Fugitive) är en amerikansk action-thriller från 1993 i regi av Andrew Davis. I huvudrollerna ses Harrison Ford och Tommy Lee Jones. Filmen är baserad på TV-serien med samma namn från 1963–1967, skapad av Roy Huggins.

## Handling
Hustrun (Sela Ward) till den framgångsrike läkaren Richard Kimble (Harrison Ford) mördas av en enarmad man (Andreas Katsulas), men den polisen i Chicago är övertygad om att det var Kimble själv som mördade henne. Därefter döms han i delstatlig domstol till döden för mord. Under en olycksdrabbad fångtransport lyckas han fly. De flesta på plats vid fångtransporten efter flykten är övertygade om att Kimble har drunknat då bussen som fångarna färdats i blivit träffad av ett godståg och därefter åkt ned i en flod, men den envise Deputy Marshal Samuel Gerard (Tommy Lee Jones) är övertygad om motsatsen, det vill säga att Kimble är på rymmen, och Gerard ger inte upp jakten efter honom. Kimble måste hålla sig undan Gerard och hans kollegor samtidigt som han försöker hitta den enarmade mannen som mördade hans fru för att kunna rentvå sig.

## Rollista i urval
| Harrison Ford     | – Dr. Richard Kimble                   |
| Tommy Lee Jones   | – Inspektör Samuel "Sam" Gerard        |
| Sela Ward         | – Helen Kimble                         |
| Julianne Moore    | – Dr. Anne Eastman                     |
| Joe Pantoliano    | – Inspektör Cosmo Renfro               |
| Andreas Katsulas  | – Fredrick Sykes (den enarmade mannen) |
| Jeroen Krabbé     | – Dr. Charles "Chuck" Nichols          |
| Daniel Roebuck    | – Inspektör Robert "Bob" Biggs         |
| L. Scott Caldwell | – Inspektör Erin Poole                 |
| Ron Dean          | – Kriminalinspektör Kelly              |
| Joseph Kosala     | – Kriminalinspektör Rosetti            |
| Tom Wood          | – Inspektör Noah Newman                |
| Dick Cusack       | – Åklagare Walter Gutherie             |
| Richard Riehle    | – Fängelsevakt                         |
| Andy Romano       | – Domare Bennett                       |
| Nick Searcy       | – Sheriff Rawlins                      |
| Jane Lynch        | – Dr. Kathy Wahlund                    |
| Eddie Bo Smith    | – Copeland                             |
| Neil Flynn        | – Transitpolisen                       |

## Om filmen
Filmens tagline är A murdered wife. A one-armed man. An obsessed detective. The chase begins.

## Nomineringar och priser
| Pris  | Kategori             | Mottagare                                                                            | Resultat  |
| ----- | -------------------- | ------------------------------------------------------------------------------------ | --------- |
| Oscar | Bästa manliga biroll | Tommy Lee Jones                                                                      | Vann      |
| Oscar | Bästa film           | Arnold Kopelson                                                                      | Nominerad |
| Oscar | Bästa filmmusik      | James Newton Howard                                                                  | Nominerad |
| Oscar | Bästa foto           | Michael Chapman                                                                      | Nominerad |
| Oscar | Bästa ljudredigering | John Leveque och Bruce Stambler                                                      | Nominerad |
| Oscar | Bästa ljud           | Donald O. Mitchell, Michael Herbick, Frank A. Montaño och Scott D. Smith             | Nominerad |
| Oscar | Bästa klippning      | Dennis Virkler, David Finfer, Dean Goodhill, Don Brochu, Richard Nord and Dov Hoenig | Nominerad |